# Dialifos
Dialifos ist eine chirale chemische Verbindung aus der Gruppe der Dithiophosphorsäureester.

## Stereoisomerie
Es handelt sich um ein Racemat (1:1-Gemisch) der (R)- und (S)-Form:
| Dialifos (2 Stereoisomere) | Dialifos (2 Stereoisomere) |
| -------------------------- | -------------------------- |
| (S)-Konfiguration          | (R)-Konfiguration          |

## Gewinnung und Darstellung
Dialifos kann durch Chlorieriung von Vinylphthalimid und anschließende Reaktion mit DEPA gewonnen werden.

## Verwendung
Dialifos wird als Insektizid verwendet.

## Zulassung
Dialifos war von 1976 bis 1990 in Deutschland zugelassen.
Die Weltgesundheitsorganisation stufte Dialifos 2009 als aufgegebenen Pestizid-Wirkstoff ein.
In den Staaten der EU und in der Schweiz sind keine Pflanzenschutzmittel mit diesem Wirkstoff zugelassen.